# Mohamed Bachar
Mohamed Bachar (* 22. Dezember 1992 in Niger) ist ein nigrischer Fußballspieler.

## Laufbahn
Mohamed Bachar ist seit 2011 als Verteidiger beim nigrischen Verein AS Douanes Niamey aktiv, der 2013 und 2015 nigrischer Meister sowie 2016 Pokalsieger wurde.
Er spielte 2009 in der nigrischen U-17-Fußballnationalmannschaft. Von 2012 bis 2013 war er Teil der nigrischen Fußballnationalmannschaft, für die er 14 Länderspiele absolvierte.

## Erfolge
Nigrischer Meister
- 2013